# Lineysha Sparx
Lineysha Sparx, nombre artístico de Andrew Trinidad (San Juan, Puerto Rico, 8 de julio de 1988) es una drag queen puertorriqueña, conocida por competir en la quinta temporada de RuPaul's Drag Race.

## Carrera
Compitió en la quinta temporada del programa de telerrealidad estadounidense RuPaul's Drag Race. Durante los primeros episodios obtuvo buenas críticas por parte del jurado, ganando además un maxirreto. Sin embargo en el quinto episodio de la temporada fue nominada a la eliminación, enfrentándose así en una batalla de lip sync contra la también concursante Detox bajo la canción "Take Me Home" de Cher. Detox fue declarada ganadora, lo que llevó a la eliminación de Lineysha, quien finalizó su recorrido en el programa en novena posición.
A fecha de septiembre de 2020 actuaba en un local Señor Frog's en Orlando.
La revista española Shangay la incluyó en su lista de "Los 10 hombres más sexys que han pasado por RuPaul's Drag Race". Por su parte la revista estadounidense Instinct la incluyó en el número 85 en su lista clasificando a las hasta entonces 126 concursantes del programa. Ryan Shea, autor del artículo, se refirió a Lineysha como "una de las reinas más espectaculares del programa".

## Vida personal
Lineysha es la "hija drag" de Madame LaQueer, quien compitió en la cuarta temporada del programa. Actualmente reside en Orlando, Florida.

## Filmografía

### Cine
| Año  | Título              | Papel      | Notas |
| ---- | ------------------- | ---------- | ----- |
| 2012 | Rise of the Zombies | Zombie     |       |
| 2022 | All Stars           | Ella misma |       |

### Televisión
| Año  | Título                            | Papel       | Notas       |
| ---- | --------------------------------- | ----------- | ----------- |
| 2013 | RuPaul's Drag Race (5ª temporada) | Concursante | 7 capítulos |
| 2013 | Rupaul's Drag Race: Untucked!     | Concursante | 6 episodios |
| 2016 | Skin Wars                         | Ella misma  | 1 episodio  |